# New Orleans Pelicans

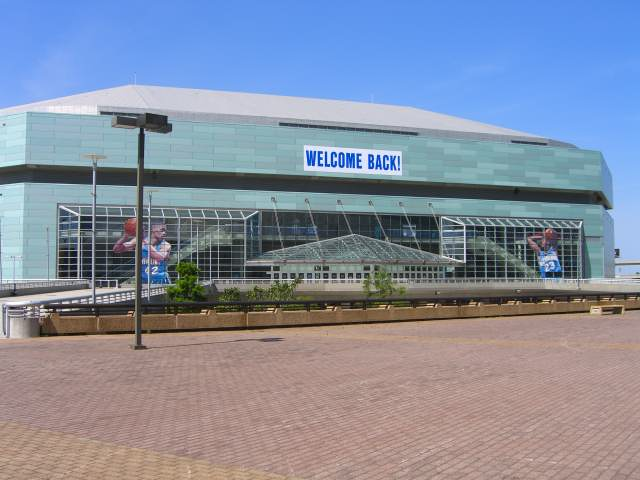
Domácí hala týmu

New Orleans Pelicans je basketbalový tým hrající severoamerickou ligu National Basketball Association. Patří do Jihozápadní divize Západní konference NBA.
Tým byl založen roku 2002 kvůli stěhování klubu z Charlotte do New Orleans, pod jménem New Orleans Hornets. Kvůli hurikánu Katrina byl klub na sezonu 2005-06 a část sezony 2006-07 přestěhován do města Oklahoma City. Klub získal svůj současný název v lednu 2013 a začal ho oficiálně používat od začátku sezony 2013-14.
Za svou historii nedosáhli Pelicans v NBA žádného zásadního úspěchu (jako například titulu v divizi nebo v konferenci, titulu vítěze NBA).

## Statistika týmu v NBA
| Sezóna                            | Výhry | Prohry | %    | Účast v play-off                  | Výsledky v play-off                        |
| --------------------------------- | ----- | ------ | ---- | --------------------------------- | ------------------------------------------ |
| New Orleans Hornets               |       |        |      |                                   |                                            |
| 2002-03                           | 47    | 35     | 57,3 | První kolo                        | 2:4 Philadelphia 76ers                     |
| 2003-04                           | 41    | 41     | 50,0 | První kolo                        | 3:4 Miami Heat                             |
| 2004-05                           | 18    | 64     | 28,1 |                                   |                                            |
| New Orleans/Oklahoma City Hornets |       |        |      |                                   |                                            |
| 2005-06                           | 38    | 44     | 46,3 |                                   |                                            |
| 2006-07                           | 39    | 43     | 47,6 |                                   |                                            |
| New Orleans Hornets               |       |        |      |                                   |                                            |
| 2007-08                           | 56    | 26     | 68,3 | První kolo Konferenční semifinále | 4:1 Dallas Mavericks 3:4 San Antonio Spurs |
| 2008-09                           | 49    | 33     | 59,8 | První kolo                        | 1:4 Denver Nuggets                         |
| 2009-10                           | 37    | 45     | 45,1 |                                   |                                            |
| 2010-11                           | 46    | 36     | 56,1 | První kolo                        | 2:4 Los Angeles Lakers                     |
| 2011-12                           | 21    | 45     | 31,8 |                                   |                                            |
| 2012-13                           | 27    | 55     | 32,9 |                                   |                                            |
| New Orleans Pelicans              |       |        |      |                                   |                                            |
| 2013-14                           | 34    | 48     | 41,5 |                                   |                                            |
| 2014-15                           | 45    | 37     | 54,9 | První kolo                        | 0:4 Golden State Warriors                  |
| 2015-16                           | 30    | 52     | 36,6 |                                   |                                            |
| Celkem                            | 528   | 604    | 46,6 |                                   |                                            |
| Play-off                          | 8     | 20     | 28,6 |                                   |                                            |